# Sierra Leone Truth and Reconciliation Commission
Die Truth and Reconciliation Commission for Sierra Leone bzw. The Truth and Reconciliation Commission (TRC) war eine Wahrheitskommission im westafrikanischen Sierra Leone. Sie wurde im Rahmen des Friedensabkommens von Lomé durch Unterschrift von Staatspräsident Ahmad Tejan Kabbah und Rebellenführer Foday Sankoh am 7. Juli 1999 gegründet. Die TRC sollte die Zeit des Bürgerkriegs in Sierra Leone zwischen 1991 und 2002 aufarbeiten.
Ziel war es eine „unparteiische historische Aufzeichnung von Verletzung und Missbrauch der Menschenrechte und internationaler Gesetze zu Menschenrechten während des bewaffneten Konflikts in Sierra Leone, von dem Beginn des Konflikts 1991 bis zur Unterzeichnung des Friedensabkommens“ zu erhalten und „der Straflosigkeit, Reaktion auf die Bedürfnisse der Opfer, Förderung der Heilung und Versöhnung und Verhinderung einer Wiederholung der erlittenen Verletzungen und Missbräuche“ vorzubeugen. Anders als beim Sondergerichtshof für Sierra Leone hatte die TRC nicht das Recht Taten und Täter zu verurteilen oder eine eigene Meinung zu entwickeln.
Den Vorsitz hatte Bischof Joseph Christian Humper inne.
Die Kommission war von November 2002 bis Oktober 2004 im Einsatz. Zunächst wurden einzelne Aussagen landesweit aufgenommen, ehe es öffentliche Anhörungen gab. 2004 wurde der Abschlussbericht der Regierung Sierra Leones sowie dem Sicherheitsrat der Vereinten Nationen übergeben. Er enthielt Namen von einzelnen Tätern und zeigte Wege in die Zukunft im Rahmen der „National Vision for Sierra Leone“ auf. Auch das Friedensmuseum von Sierra Leone ist ein Ergebnis der TRC. Aufklärungsmaterial zur Arbeit und den Ergebnissen der TRC, u. a. für die schulische Bildung, wurden später von der „Truth and Reconciliation Working Group“ entwickelt.